# الخطوط الجوية الأطلسية
الخطوط الجوية الأطلسية (بالإنجليزية: Atlantic Airways)‏، هي الناقل الوطني لدولة جزر فارو، يقع مقرها في سوشفاغور، وتتخذ من مطار فاغار الدولي مركزا لعملياتها.

## وجهات
|  | قاعدة         |
|  | موسمية/مأجورة |
|  | رحلات منتهية  |

## الأسطول

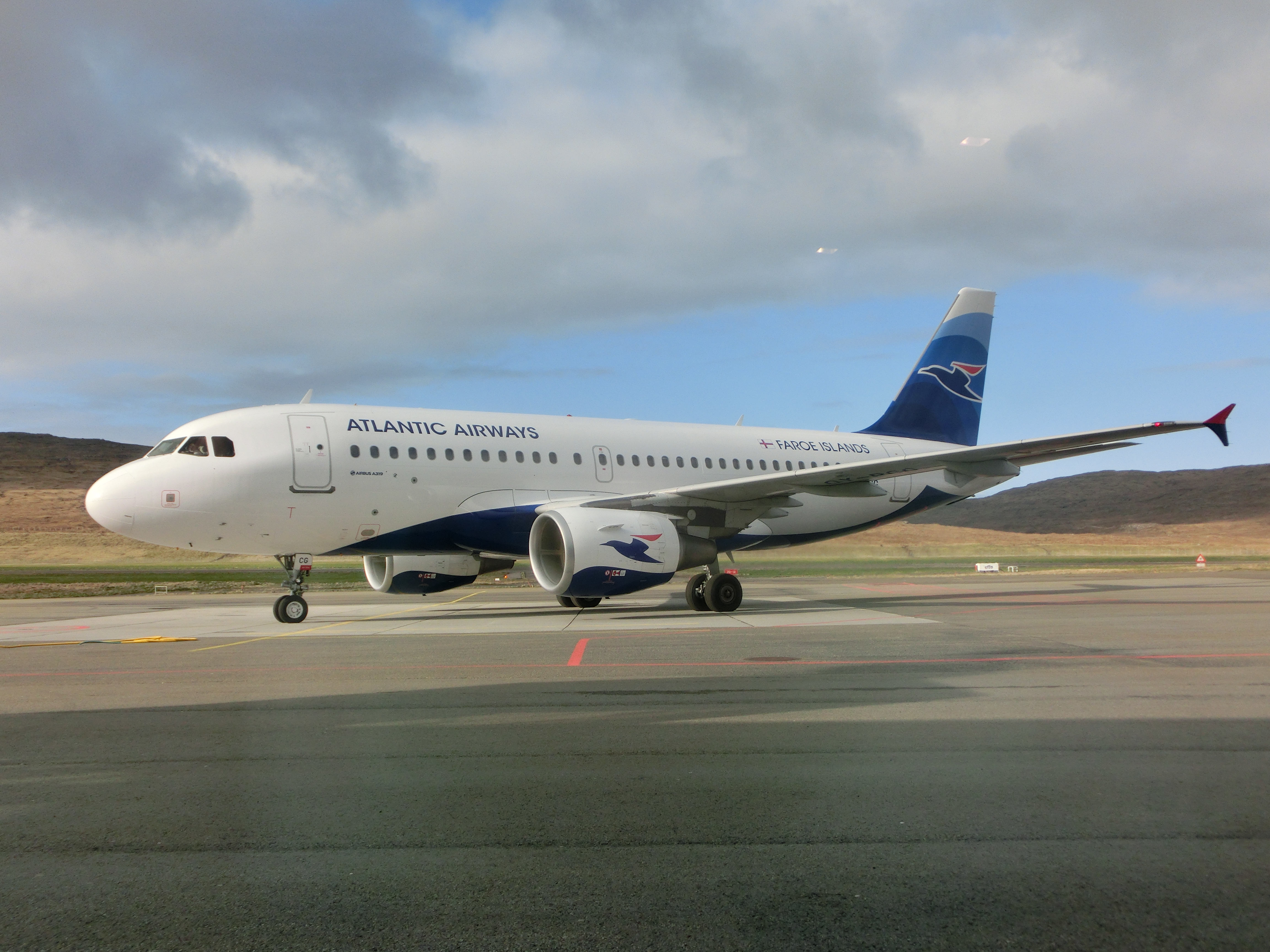
طائرة إيرباص تابعة للخطوط الجوية الأطلسية.

ابتداء من أغسطس 2018، يتكون أسطول الشركة من الطائرات التالية :